# 신경수 (배구인)
신경수(1978년 4월 10일 ~ )는 대한민국의 전 남자 배구 선수이다.

## 약력
현대캐피탈에서 데뷔한 신경수는 2010년 시즌 후 은퇴하고 잠시 실업 팀 용인시청으로 옮겨서 활동하다가, 대한항공에 이적했다. 2012~2013 V-리그가 시작하기 전 1년 임대 형식으로 KEPCO 빅스톰에 하경민을 상대로 장광균과 함께 맞바꿔 임대되었다.
2013-2014 시즌 후 현역에서 은퇴하고, 배구심판 자격을 취득하여 잠시 심판으로 활동했다.
이후에는 송림고등학교와 천안고등학교 등지에서 지도자로 활동하다가, KB손해보험의 감독으로 영입된 후인정의 추천을 받아 2021년 5월 1일에 모교인 경기대학교 배구부 감독으로 부임했다.
그러나 체육특기생 선발 과정에서 부정행위에 개입한 사실이 드러나, 2022년 11월 29일 김강선 코치와 함께 직위해제됐다. 경기대학교는 후임 감독으로 이상렬을 다시 영입했다.

## 국가대표 경력
- 아테네 올림픽 예선